# 多々良町
多々良町（たたらまち）は、福岡県糟屋郡にあった町。
1955年2月1日に隣接する香椎町と同時に福岡市に編入され、自治体としては廃止された。現在は東区の一部となっている。
本項では町制前の名称である多々良村（たたらむら）についても述べる。

## 地理
- 河川：多々良川

## 沿革
- 1889年（明治22年）4月1日 - 町村制施行に伴い多田羅村、土井村、名子村、蒲田村、八田村、松崎村、津屋村、名島村が合併して多々良村が成立。
- 1920年（大正9年）4月2日 - 名島火力発電所が運転開始。
- 1941年（昭和16年） - 松崎・名島地先公有埋立地に、大字千早が成立。
- 1950年（昭和25年）4月1日 - 多々良村が町制施行して多々良町となる。
- 1955年（昭和30年）2月1日 - 香椎町とともに福岡市へ編入される[1]。同日多々良町廃止。
- 1972年（昭和47年）4月1日 - 福岡市が政令指定都市へ移行。旧町域は東区の一部となる。

## 名所・旧跡・観光スポット

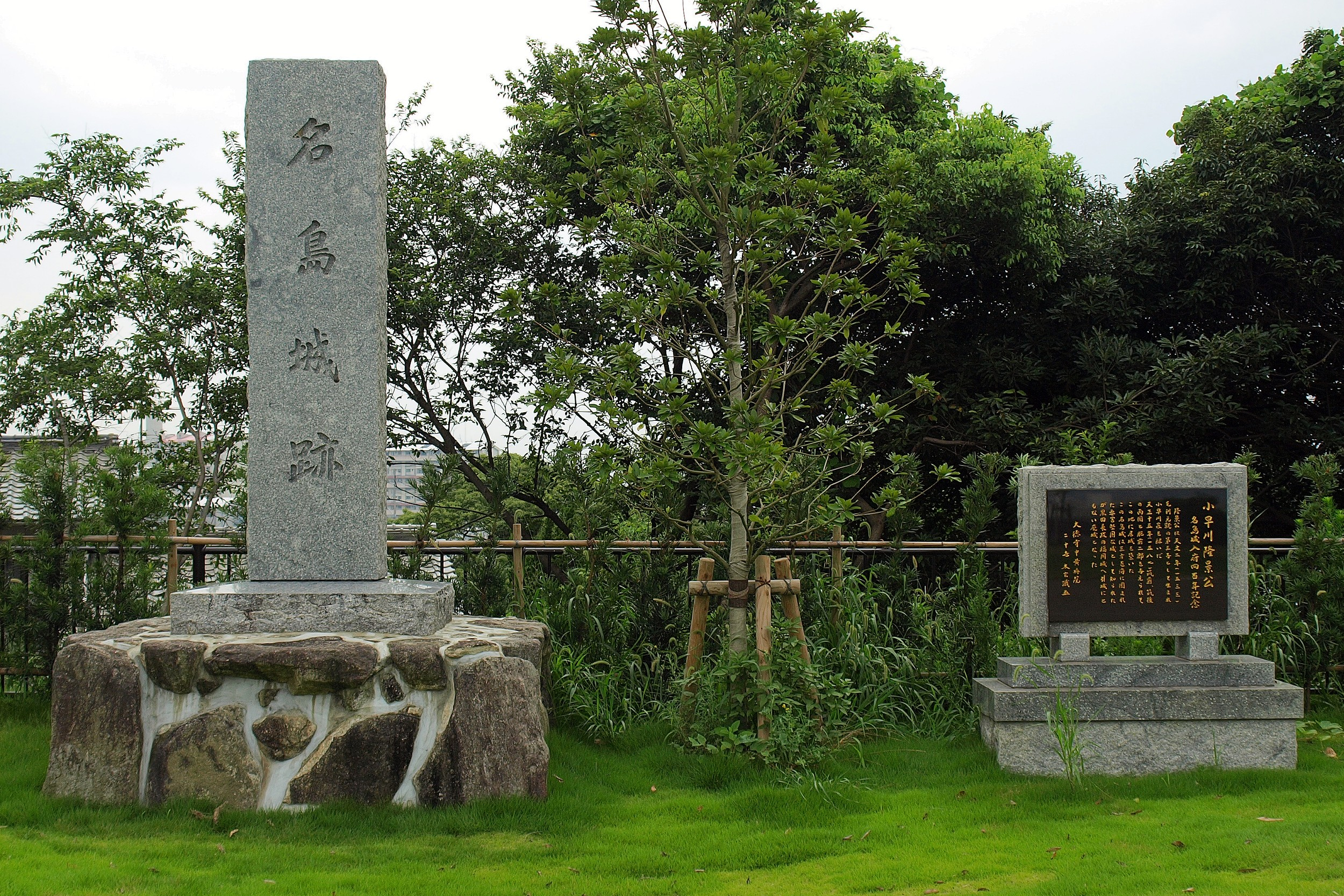
名島城址碑（2010年）

- 名島城跡
- 名島神社

## 交通

### 空港
町内に空港はないため、福岡市の板付飛行場を利用することとなる。
なお、多々良村時代の1930年から1934年までは名島水上飛行場（水上機専用の水上飛行場）が存在した。

### 鉄道
- 日本国有鉄道（現・JR九州）
  - 香椎線
    - 土井駅
- 西日本鉄道
  - 宮地岳線（現・貝塚線）
    - 名島駅

現在、当町域には鹿児島本線・千早駅および西鉄千早駅、香椎線の舞松原駅が設置されている。なお、当時存在した西鉄多々良駅は旧・箱崎町域に存在しており、当町とは直接の関係は無い。

## ゆかりの人物
- 小早川隆景 - 戦国武将、毛利元就の三男。名島城主。吉田郡山城（現在の広島県安芸高田市）生まれ。
- 小早川秀秋 - 戦国大名、豊臣秀吉の養子を経て小早川隆景の養子。名島城主。
- 黒田長政 - 戦国大名、黒田孝高の長男。姫路城（現在の兵庫県姫路市）生まれ。福岡城移転までの一時期のみ名島城主であった。